# Zamek w Rytwianach
Zamek w Rytwianach – ruiny prywatnego zamku rycerskiego w Rytwianach. 

## Historia
Źródła historyczne wzmiankują zamek w 1397 r. jako przedmiot sporu pomiędzy kasztelanem radomskim Klemensem z Mokrska, a Małgorzatą będącą wdową po Paszku z Rytwian. W 1405 roku zamek przeszedł jako wiano w ręce rodu Tarnowskich. W 1414 r. wspomniana była kaplica zamkowa, której biskup krakowski Wojciech Jastrzębiec nadał dziesięcinę. W 1420 roku zamek kupił biskup krakowski Wojciech Jastrzębiec, a około 1430 roku przekazał go swoim bratankom noszącym później nazwisko Rytwiański. Z końcem XIV w. łączy się budowę jednotraktowego, trzykondygnacyjnego budynku o wymiarach 13 x 39 m - jego pozostałością jest ocalały do dziś narożnik ze szkarpą. 
Przypuszczalnie około lat 1420-1436 zamek został rozbudowany. Wtedy wybudowano obwodowy mur obronny na rzucie prostokąta, a przy jego północnym odcinku stanął kolejny budynek określany jako Dom Wielki. Do końca XV w. zamek był rodową rezydencją Jastrzębców-Rytwiańskich. Później warownia często zmieniała właścicieli. W 1502 roku zamek należący ówcześnie do Mikołaja z Kurozwęk, został zajęty i ograbiony przez jego syna Adama z Kurozwęk. W 1516 roku doszło na zamku do pożaru.
Na przełomie XVI i XVII wieku zamek znalazł się w rękach Tęczyńskich. Po śmierci wojewody krakowskiego Jana Magnusa Tęczyńskiego poprzez jego córkę Izabelę Tęczyńską zamek stał się w 1639 roku własnością pisarza, poety i marszałka sejmu Łukasza Opalińskiego. W dniu 16 stycznia 1646 r. na zamku odbyło się wesele siostry właściciela Zofii Opalińskiej z opromienionym już wtedy wojenną sławą hetmanem wielkim koronnym Stanisławem Koniecpolskim, jednak hetman zmarł już po dwóch miesiącach małżeństwa. W 1657 r. podczas Potopu szwedzkiego załoga dowodzona przez Łukasza Opalińskiego obroniła zamek przed węgierskimi wojskami księcia Jerzego II Rakoczego, a następnie Opaliński odbudował go ze zniszczeń spowodowanych oblężeniem.  
W 1727 roku zamek częściowo wyremontowali Sieniawscy.  W dniu 19 maja 1794 r. zamek w Rytwianach był kwaterą Tadeusza Kościuszki. 
Rozbiórka budynków zamkowych nastąpiła w 1859 roku, gdy Rytwiany były własnością Potockich.
W latach 2013–2014 zrewitalizowano rejon ruiny zamkowej, tworząc park historyczno-edukacyjny.

## Badania
- W 1986 r. prof. Michał Proksa przeprowadził wstępne badania archeologiczne na terenie dawnego zamku.